# Cambiovicens
Els cambiovicens o cambiovicenses eren un poble gal que apareix a la Taula de Peutinger. Podrien haver ocupat el territori de Chambon, al departament del Creuse, però les imprecisions de la Taula fan difícil d'assignar-los un lloc concret.